# Monastère de Chung Tai Chan
 (novembre 2020).
Le monastère Chung Tai Chan est un lieu de culte bouddhiste situé à Puli (en) dans le comté de Nantou.

## Histoire
Wei Chueh, l’abbé fondateur de Chung Tai, a construit, En 1987, le monastère de Ling Quan qui fut une source spirituelle dans le nord de Taiwan,,.
Depuis son ouverture, l'enseignement de cet abbé a complètement revitalisé la tradition du chán (Zen chinois) à Taïwan, ce qui a attiré de nombreux pratiquants vers ce monastère.
Or, le bâtiment fut trop petit pour accueillir le nombre ordinaires de disciples.
Cet abbé, au bout de ses peines, a été soutenu par ses disciples monastiques et laïcs et donc a annoncé la construction d'un nouveau monastère à Puli dans le centre de Taiwan 1992. 
L’inauguration de ce dernier fut entreprise le 1er septembre 2001, cet évènement a lancé une nouvelle ère de Chung Tai en apportant le Dharma à toutes les communautés du monde.
Avant de mourir, Wei Chueh a confié le titre d'abbé à son disciple Jian Deng.
Juste après son achèvement, ce monastère a remporté le prix deTaiwan Architecture Award 2002 et en 2003 «International Lighting Design Excellence Award»[réf. nécessaire].
A l'intérieur du monastère moderne se trouve le musée Zhongtaishan.
Ce dernier possède une très grande collection de vestiges historiques bouddhistes comme des sculptures sur bois, des objets en or et en bronze, des statues bouddhistes de diverses dynasties et des stèles en pierre. Il constitue une base importante pour la préservation et la promotion de la culture bouddhiste.

## Galerie

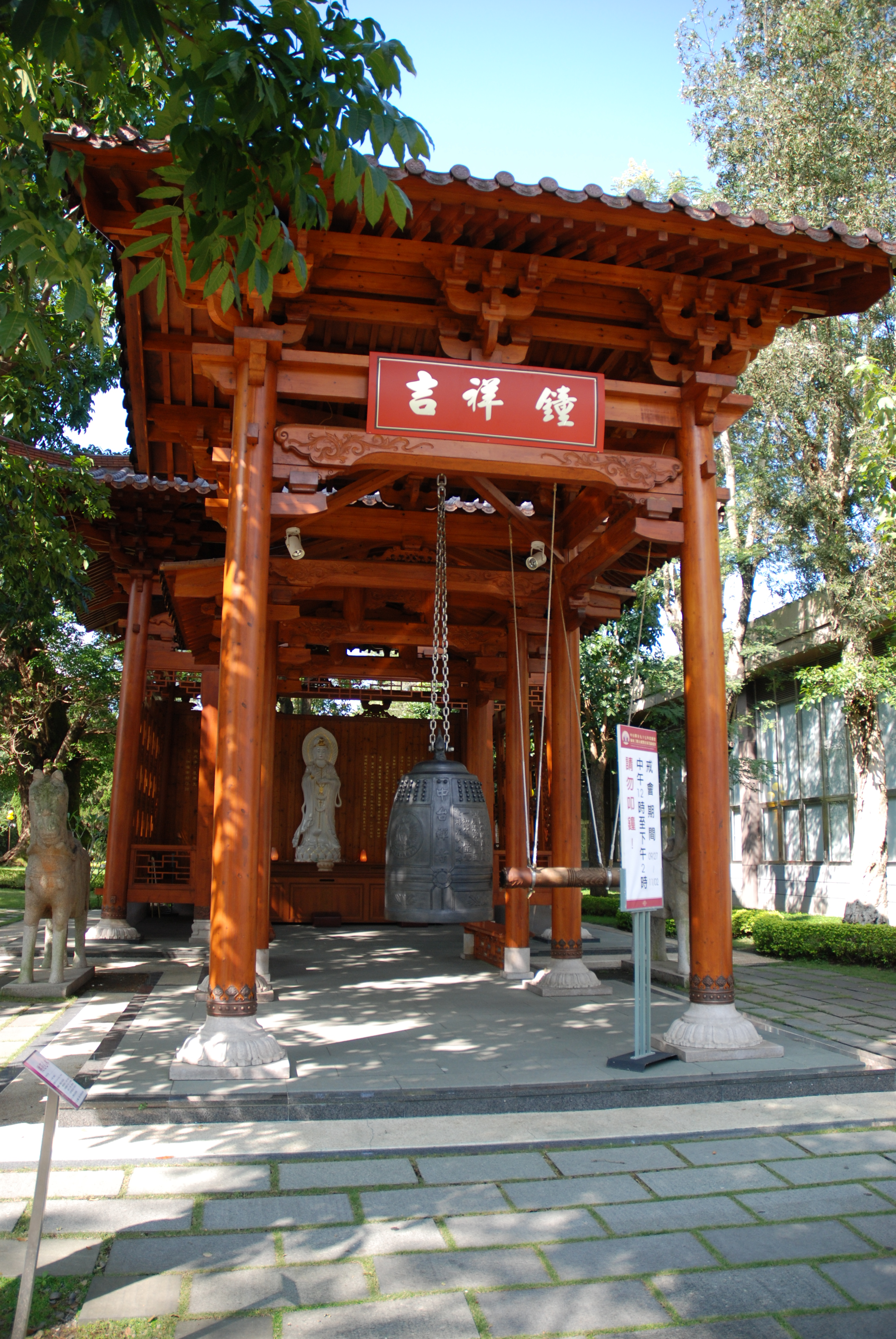
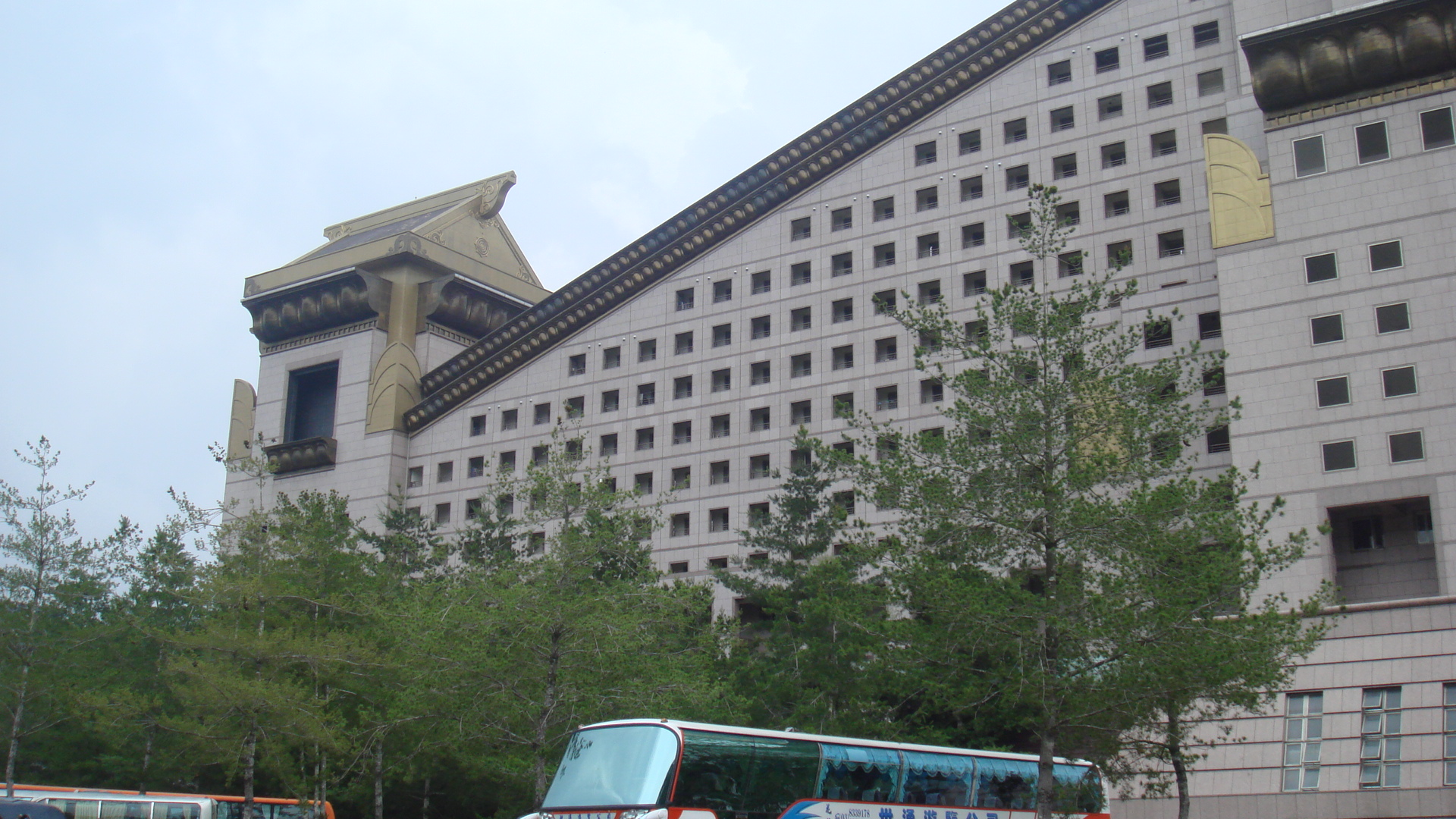
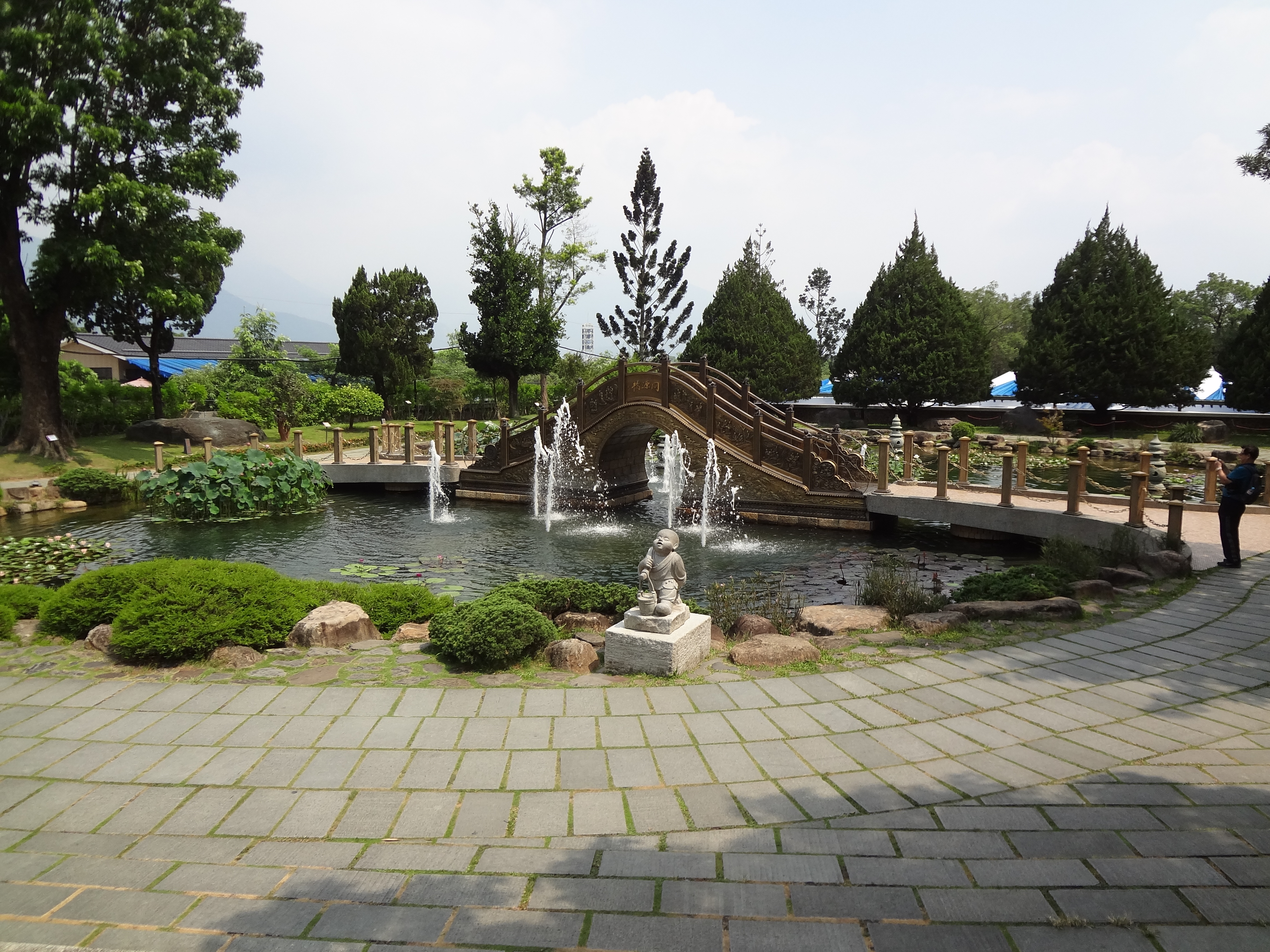
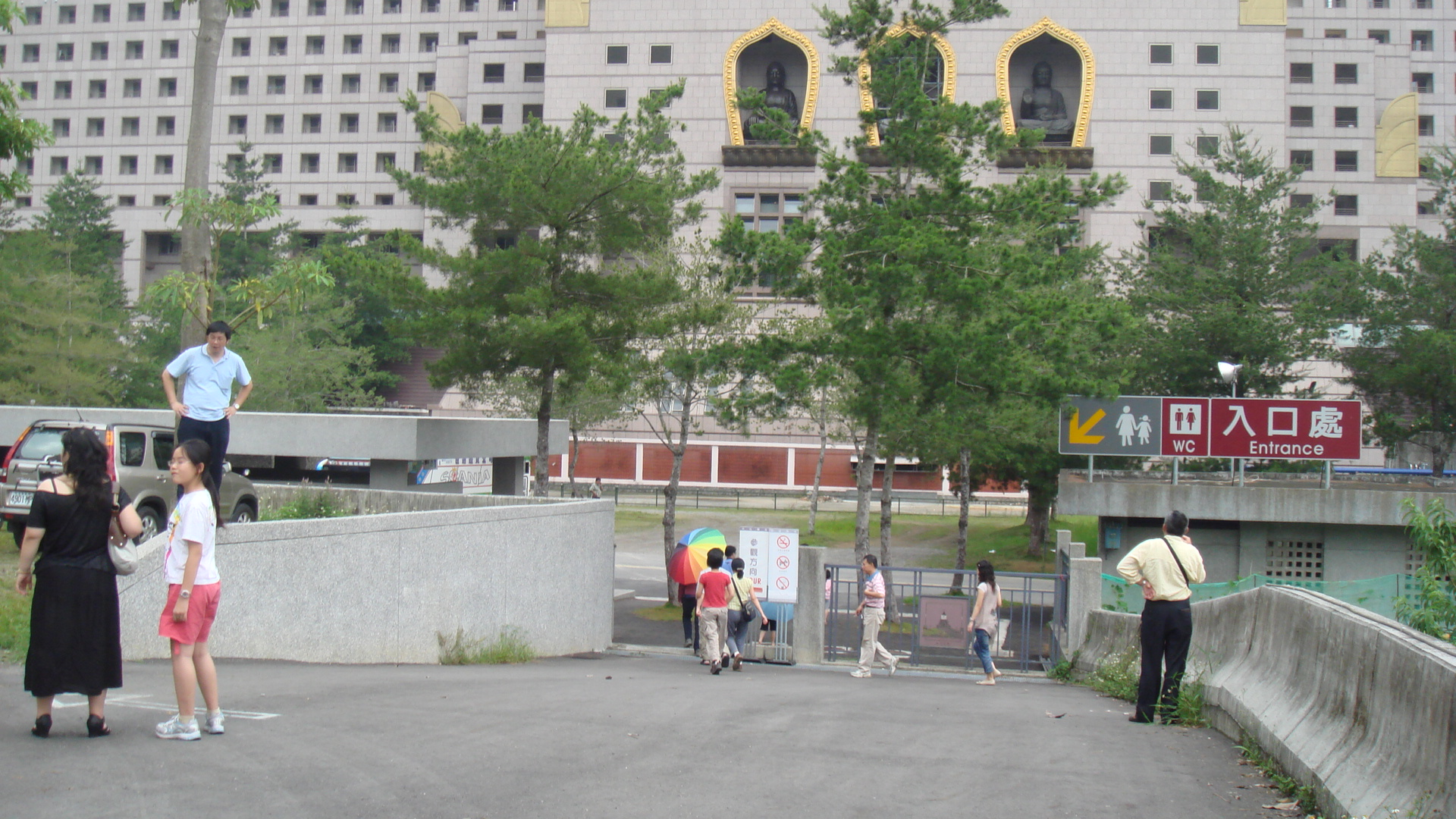
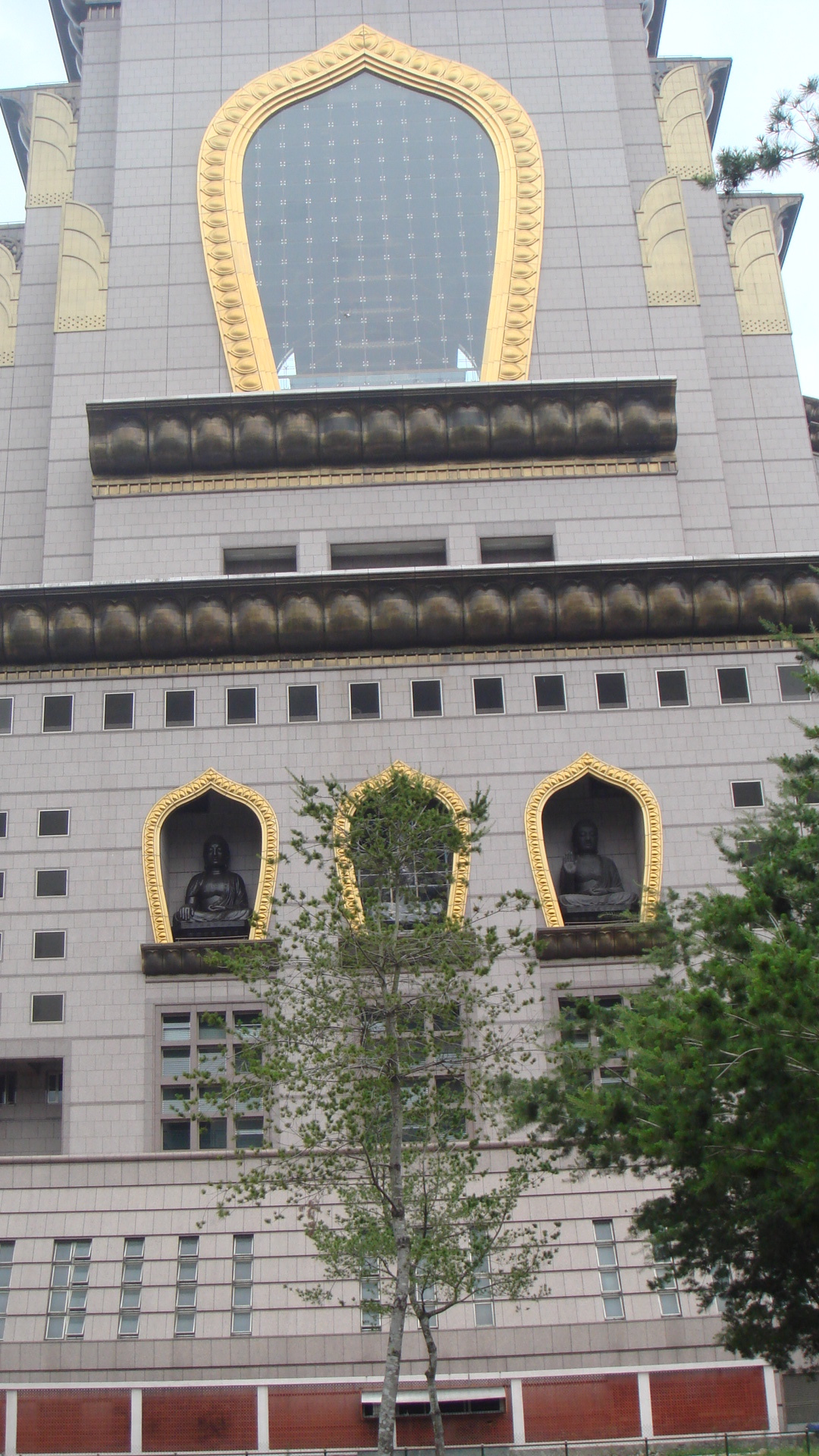